# Наводнение в Мозамбик (2000)
Наводнението в Мозамбик през 2000 г. е катастрофално природно бедствие, разразило се през февруари и март.
То е резултат на 5-седмични дъждове, които оставят хиляди хора без дом. Загиват около 800 души. Унищожени са 1400 км2 обработваема земя и загиват около 20 000 глави добитък. Това е най-тежкото наводнение в Мозамбик от 50 години.
Наводнението започва на 9 февруари със силни валежи в ЮАР, като южните части на Ботсвана и Свазиленд са също засегнати. В Мозамбик падат най-много валежи, столицата Мапуто е наводнена, както и пътят от столицата до втория по население град Бейра. Поройните дъждове продължават и река Лимпопо излиза от коритото си, като залива долина Лимпопо.
На 22 февруари тропическият циклон Елин удря мозамбикските брегове близо до Бейра, северно от районите, пострадали от наводнението.
Около 45 000 души са спасени от покривите на къщите си, по дървета и други изолирани места. Спасителните операции първоначално се извършват само от няколко мозамбикски плавателни съда. Представителството на Южна Африка осигурява няколко вертолета за спасителната акция. От Европа и Северна Америка пристига добра спасителна техника 3 седмици след началото на природното бедствие.
Наводнението нанася огромен удар върху мозамбикското селско стопанство. Унищожени са 90% от напоителните системи в страната. Загубени са 1400 км2 обработваема земя, което оставя 113 000 домакинства без препитание. Съобщено е за общо 20 000 липсващи глави добитък. Всяка голяма долина южно от Бейра е наводнена. Затворени са 630 училища, оствавяйки 214 000 деца без класни стаи. Нанесени са щети на 42 здравни заведения, в което число влиза и централната болница в Бейра, втора по големина в страната.
Мозамбик иска $450 млн. помощ на конференция в Рим в началото на май 2000 г. По-късно през септември премиерът Мокумби съобщава, че от обещаните средства са изпратени ок. 200 млн. долара.